# Daewoo
Daewoo (Hangul: 대우, chữ Hán: 大宇, phiên âm Hán-Việt: Đại Vũ) là một tập đoàn đa ngành (Chaebol) lớn của Hàn Quốc. Tập đoàn này được thành lập ngày 22 tháng 3 năm 1967 với tên gọi ban đầu là Daewoo Industries và đã được chính phủ Hàn Quốc chia nhỏ thành nhiều công ty sau khi phá sản vào năm 1999. Trước khi xảy ra cuộc khủng hoảng tài chính châu Á năm 1997, Daewoo là tập đoàn có quy mô lớn thứ hai tại Hàn Quốc chỉ sau Hyundai, tiếp theo đó là đến các tập đoàn LG và Samsung. Đã từng có khoảng 20 đơn vị trực thuộc tập đoàn Daewoo, phần lớn đã được tiến hành tái cơ cấu, tuy nhiên, một số khác vẫn còn tồn tại cho tới ngày nay như các công ty độc lập.

## Lịch sử
Daewoo được sáng lập bởi Kim Woo-jung vào ngày 22 tháng 3 năm 1967. Ông là con trai của Tỉnh trưởng của tỉnh Daegu thời ấy. Ông tốt nghiệp trường trung học Kyonggi, sau đó lấy bằng cử nhân kinh tế tại trường Đại học Yonsei ở thành phố Seoul.
Trong những năm 1960, sau khi chính quyền Rhee Syngman kết thúc, chính quyền mới của Park Chung Hee đã can thiệp để thúc đẩy tăng trưởng và phát triển kinh tế ở đất nước này. Điều này làm tăng khả năng tiếp cận các nguồn tài nguyên, thúc đẩy xuất khẩu, công nghiệp hóa được tài trợ và bảo vệ khỏi sự cạnh tranh với chaebol để đổi lấy sự hỗ trợ chính trị của các công ty. Ban đầu, chính phủ Hàn Quốc đã khởi xướng một loạt các kế hoạch 5 năm, theo đó các Chaebol được yêu cầu phải đạt được một số mục tiêu cơ bản.
Daewoo không phải người chơi chính thức cho đến kế hoạch năm năm lần thứ hai. Daewoo được hưởng lợi từ các khoản vay giá rẻ do chính phủ tài trợ dựa trên lợi nhuận xuất khẩu tiềm năng. Công ty ban đầu tập trung vào các ngành công nghiệp dệt may và thời trang do mang lại tỷ suất lợi nhuận cao vì lực lượng lao động lớn và tương đối rẻ của Hàn Quốc tại thời điểm đó.
Kế hoạch thứ ba và thứ tư trong kế hoạch năm năm diễn ra từ năm 1973 đến năm 1981. Trong giai đoạn này, lực lượng lao động của đất nước có nhu cầu cao. Cạnh tranh từ các quốc gia khác bắt đầu làm xói mòn lợi thế cạnh tranh của Hàn Quốc. Chính phủ đã đáp ứng sự thay đổi này bằng cách tập trung nỗ lực vào các ngành cơ khí và kỹ thuật điện, đóng tàu, hóa dầu, xây dựng và các sáng kiến quân sự. Vào cuối giai đoạn này, chính phủ đã buộc Daewoo tham gia đóng tàu. Kim Woo-jung miễn cưỡng tham gia vào ngành này, nhưng Daewoo sớm nổi tiếng với việc sản xuất các tàu và giàn khoan dầu có giá cạnh tranh.
Trong thập kỷ tiếp theo, chính phủ Hàn Quốc dần trở nên tự do hơn trong các chính sách kinh tế. Các công ty tư nhân nhỏ được khuyến khích, hạn chế nhập khẩu bảo hộ đã được nới lỏng và chính phủ giảm phân biệt đối xử tích cực (hành động khẳng định), để khuyến khích thương mại thị trường tự do và buộc các Chaebol phải tích cực hơn trong công việc mở rộng các hoạt động kinh doanh ở nước ngoài. Daewoo đã phản ứng bằng cách thành lập một số liên doanh với các công ty của Hoa Kỳ và châu Âu. Họ mở rộng xuất khẩu máy công cụ, sản phẩm quốc phòng (thuộc công ty S&T Daewoo), tiện ích hàng không vũ trụ và thiết kế và sản xuất chất bán dẫn. Cuối cùng, họ bắt đầu chế tạo máy bay trực thăng và máy bay dân sự, giá rẻ hơn đáng kể so với những chiếc đang được sản xuất và phân phối bởi các đối tác của Mỹ. Họ cũng mở rộng những nỗ lực trong ngành công nghiệp ô tô và được xếp hạng là nhà xuất khẩu xe hơi lớn thứ bảy và nhà sản xuất xe hơi lớn thứ sáu trên thế giới. Trong suốt thời gian này, Daewoo đã trải nghiệm thành công lớn khi xoay quanh các công ty lớn đang chùn bước vì khủng hoảng kinh tế đang lan rộng ở Hàn Quốc nói riêng và cả châu Á nói chung.
Trong những năm 1980 và đầu những năm 1990 Daewoo Group cũng sản xuất các thiết bị điện tử tiêu dùng, máy tính để bàn, thiết bị xây dựng, thiết bị viễn thông, xây dựng các cao ốc và nhạc cụ.
Cuối thập niên 1990, Daewoo lâm vào khủng hoảng và sau đó tuyên bố phá sản vào cuối năm 1999.

## Tập đoàn

Tòa tháp That-El-Emad được xây dựng bởi Daewoo Corporations Construction Div. tại thủ đô Tripoli, Libya.

Có 20 đơn vị trực thuộc Daewoo Group.
Daewoo Group có một số công ty lớn:
- Daewoo Electronics, công ty điện tử với các chi nhánh con Daewoo Electronic Components Co. Ltd, Daewoo Electric Motor Industries Ltd., Orion Electric Co. Ltd.
- Daewoo Electronic Components, sản xuất và bán nhiều loại linh kiện và thành phần điện tử, đặc biệt là ô tô, TV, màn hình và các sản phẩm đa phương tiện khác.[1]
- Daewoo Motors, đơn vị sản xuất xe ô tô (công ty con Daewoo Automotive Components Co. Ltd., Daewoo Bus Co., Ltd., Daewoo Commercial Vehicle Co. Ltd.)
- Daewoo Motor Sales, công ty thương mại phân phối xe Daewoo và GM và các hãng khác ở Hàn Quốc (công ty con: Architectural Iaan Div., SAA-Seoul Auto Auction)
- Daewoo Bus, là nhà sản xuất xe buýt, có trụ sở tại Busan, được thành lập vào năm 2002. Những chiếc xe buýt này chủ yếu được sử dụng cho giao thông công cộng
- Daewoo Precision Industries sản xuất vũ khí cỡ nòng nhỏ và phụ tùng ô tô, được thành lập vào năm 1981 và được bán lại trên thị trường chứng khoán Hàn Quốc vào tháng 3 năm 2002. Công ty sau đó được đổi tên thành S&T Daewoo Co., Ltd vào tháng 9 năm 2006[2] và sau đó là S&T Motiv Co., LTD tháng 3/2012.[3]
- Daewoo Textile Co. Ltd.
- Daewoo Heavy Industries (DHI), chuyên sản các loại xuất thiết bị và máy móc hạng nặng.Máy xúc sản xuất bởi Daewoo Heavy Industries.

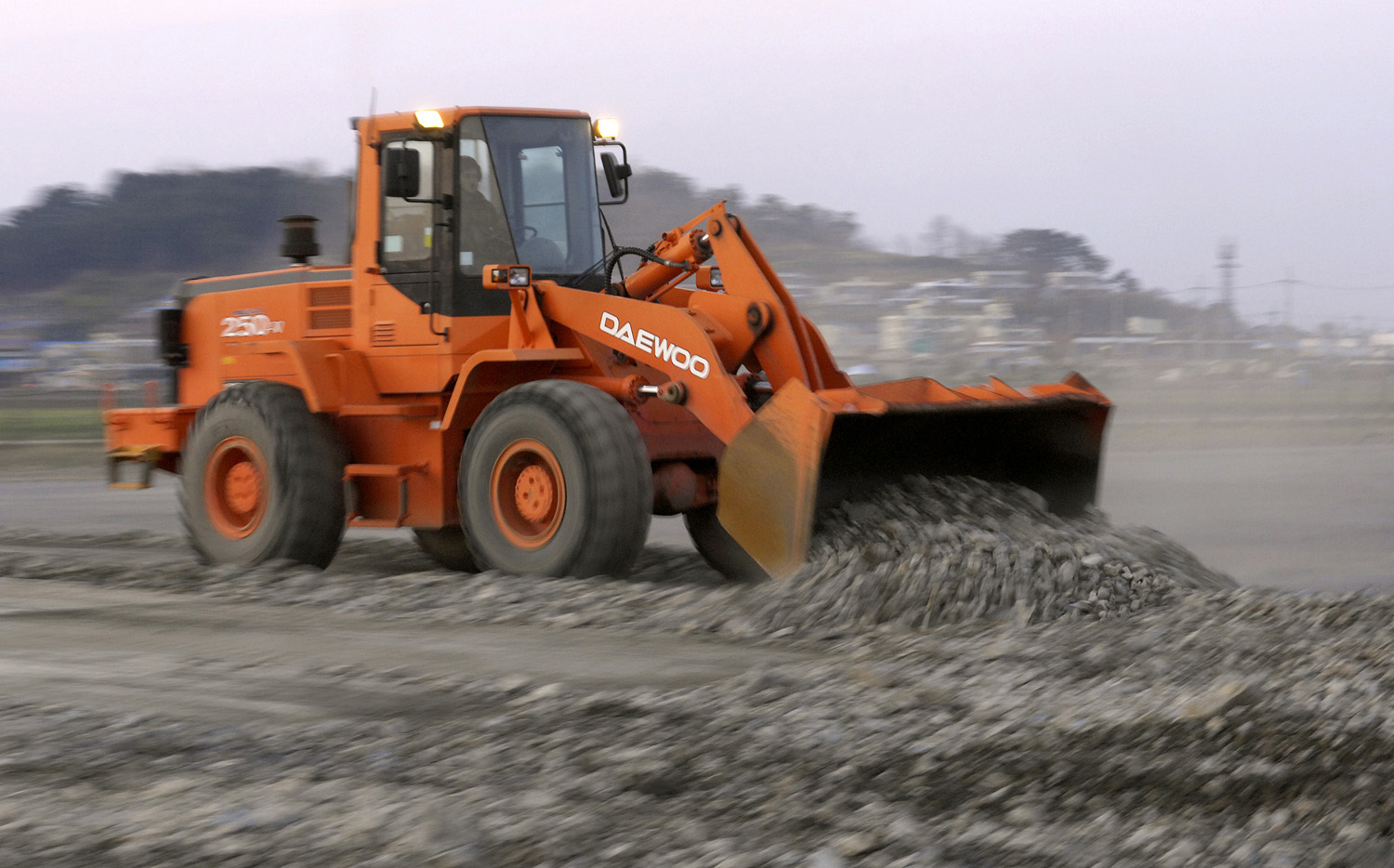
Máy xúc sản xuất bởi Daewoo Heavy Industries.

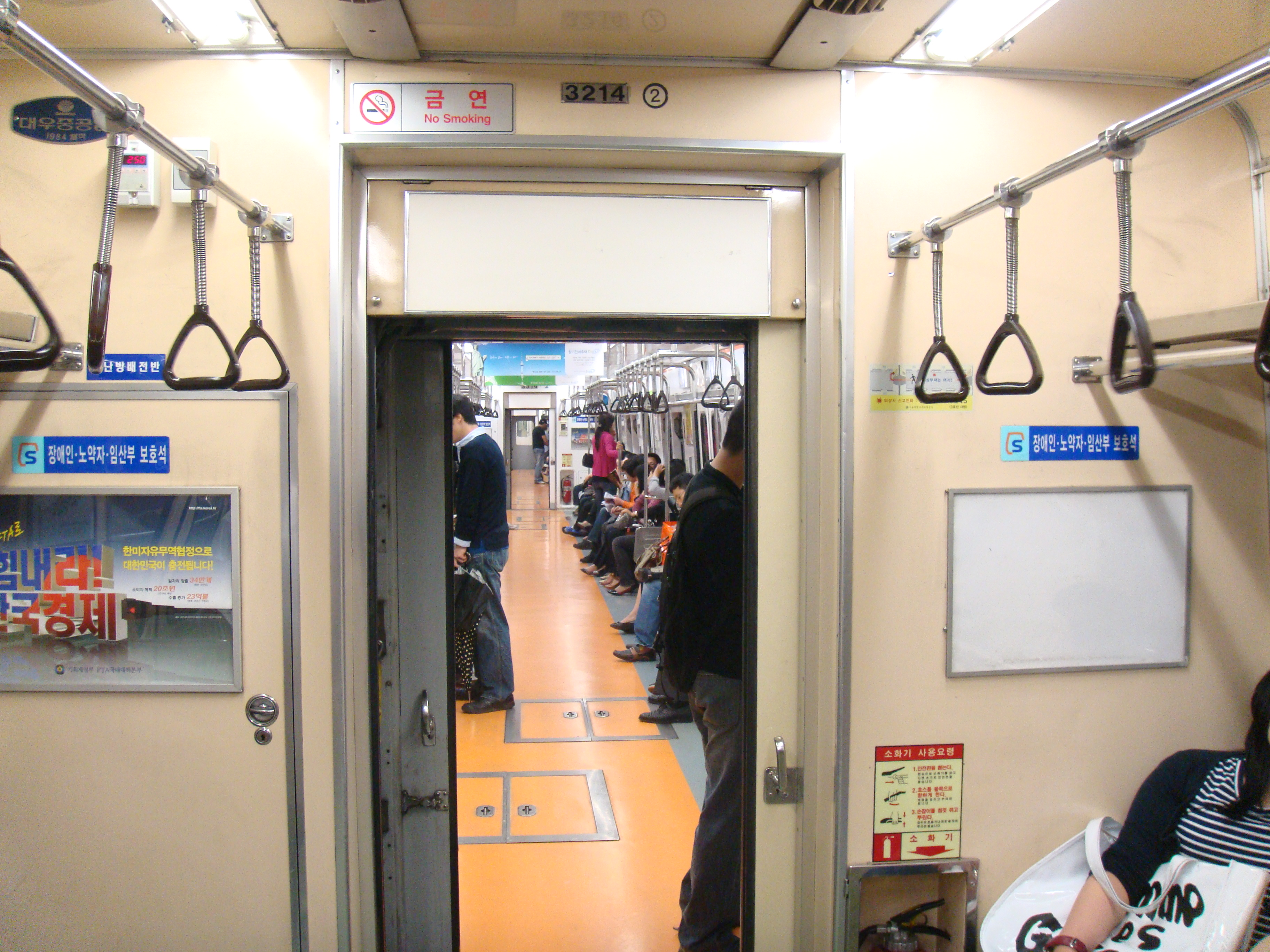
Một chiếc xe đô thị Seoul (Seoul Metro Class 3000), sản xuất bởi DHI vào năm 1984.

- Daewoo Shipbuilding & Marine Engineering sản xuất tàu container, tàu chở dầu và máy bay. Công ty xuất hiện vào năm 2000 và trở thành một công ty độc lập, DSME, tái niêm yết trên thị trường chứng khoán Hàn Quốc vào năm 2001
- Daewoo Securities, một công ty chứng khoán tài chính
- Daewoo Telecom Ltd., tập trung vào viễn thông (công ty con Daewoo Informations Systems Co. Ltd.)
- Daewoo Corporation, (công ty con Daewoo Construction, Keangnam Enterprises) xây dựng đường cao tốc, đập thủy lợi và nhà chọc trời, đặc biệt là ở Trung Đông và châu Phi.
- Daewoo International, một tổ chức thương mại
- Daewoo Development Co. Ltd., quản lý các khách sạn Daewoo trên toàn thế giới và đã có nhượng quyền thương mại Millennium Seoul Hilton tại Hàn Quốc
- IAE (Institute for Advanced Engineering): trung tâm nghiên cứu và phát triển tích hợp.

Một công ty con khác là Daewoo Development Company, được tài trợ bằng tiền mặt của tập đoàn và thành lập để phát triển trong lĩnh vực khách sạn. Bảy được xây dựng tại Hàn Quốc, Trung Quốc, Việt Nam và châu Phi. Khách sạn được thiết kế và trang bị cá nhân bởi người vợ của Kim Woo-jung - bà Kim Hee-ja - đương kim Tổng giám đốc điều hành (CEO) của công ty tại thời điểm đó. Xa hoa nhất là khách sạn năm sao Hanoi Daewoo Hotel, có giá 163 triệu USD để xây dựng và hoàn thành vào năm 1996. Khách sạn được bà Hee-ja trang trí bằng mỹ thuật, đồ sứ, điêu khắc và đá cẩm thạch. Bà đã mời hơn 3.000 khách tới khai mạc, trong đó có Đương kim Tổng thống Nga Vladimir Putin. Kim Woo-jung được cho là đã dành thời gian ở đó trong khi "chạy trốn".

### Daewoo Motor Co., Ltd.

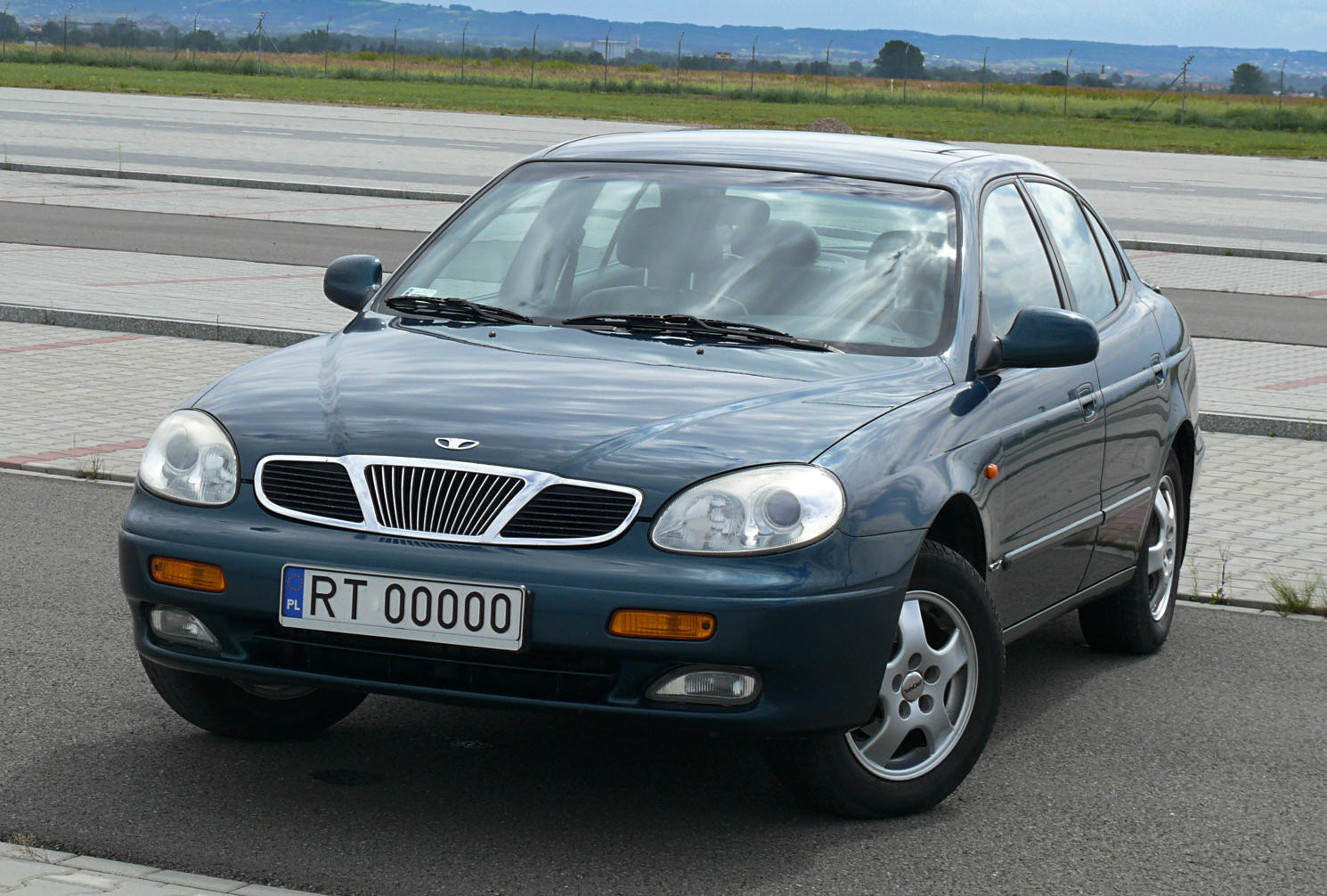
Leganza của Daewoo Motor phiên bản sản xuất năm 1997.

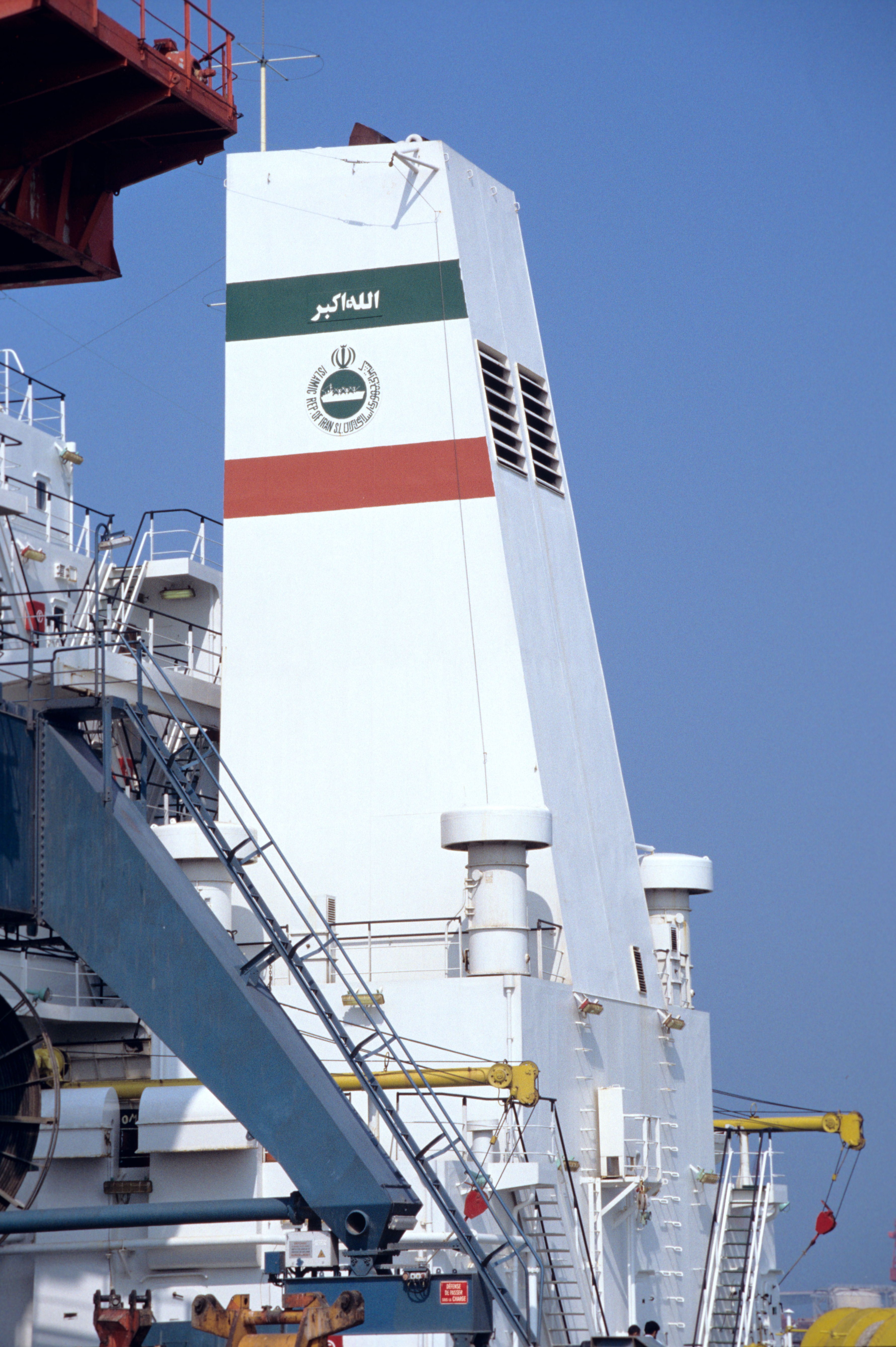
Tàu khu trục Iran Sadr thuộc biên chế của quân đội Iran được đóng bởi DSME năm 1985.

Daewoo Motor Co., Ltd. thành lập khi Daewoo Group mua lại Saehan Motor năm 1978, nhưng cái tên Daewoo Motor không xuất hiện cho đến năm 1983.
Thương hiệu Daewoo Motor bắt đầu xuất hiện ở Anh vào năm 1995. Vào thời điểm đó, đây là nhà sản xuất duy nhất không sử dụng các đại lý truyền thống - công ty sở hữu và vận hành mạng lưới bán lẻ của riêng mình. Đây đã từng được coi là một trong số 10 công ty ô tô hàng đầu về sản xuất.
Do sự cố về vấn đề tài chính, chi nhánh ô tô của Daewoo, Daewoo Motor, đã được rao bán cho General Motors vào năm 2001. Bản thân tên gọi Daewoo tiếp tục được sử dụng ở Hàn Quốc và Việt Nam cho đến năm 2011. Các cơ sở Daewoo trước đây hiện đang sản xuất xe General Motors dành riêng cho thị trường châu Á.
Bộ phận Daewoo Commercial Vehicles cũng được bán cho Tata Motors.